# Uber Arena
Uber Arena je multifunkční aréna v německém hlavním městě Berlíně. Nachází se v městské části Friedrichshain, součásti městského obvodu Friedrichshain-Kreuzberg. Otevřena byla 12. září 2008. Developerem stavby se stala společnost Anschutz Entertainment Group, která postavila např. i losangeleské Staples Center. 
V letech 2008–2015 aréna nesla název O2 World Berlin, když společnost Telefonica O2 Deutschland zakoupila práva od Anschutz Entertainment Group. Od roku 2015 do března 2024 se jmenovala  Mercedes-Benz Arena.

## Využití
Víceúčelová vysokokapacitní aréna je domovským stadionem hokejového týmu Eisbären Berlín. Hraje se zde házená nebo basketbal. V roce 2009 hostila turnaj Final Four Euroligy basketbalistů. Pořádají se zde také netradiční atletické mítinky a například v roce 2019 zde německá diskařka Nadine Müllerová překonala halový světový rekord žen v hodu diskem výkonem 63,89 metru.
V září 2024 aréna získala pořadatelství sedmého ročníku Laver Cupu, tenisové soutěže týmů světa a Evropy.